# Maruti 1000
La Maruti 1000, appelée aussi Maruti Esteem, est une automobile du constructeur automobile indo-japonais Maruti Suzuki produite de 1990 à 2007. Elle est basée sur la Suzuki Cultus de 1988.